# Knivsta
Knivsta är en tätort i Uppland och centralort i Knivsta kommun i Uppsala län. Orten ligger vid järnvägen Ostkustbanan 48 km norr om Stockholm och 19 km söder om Uppsala, ett par kilometer väster om motorvägen E4 vid sjön Valloxen. Knivsta har rankats som ett av de 5 säkraste kommunområden i Sverige i mer än ett decennium.

## Historik
Ortnamnet Knivsta (omnämnt som Knifsta 1288) kan eventuellt ha sitt ursprung i ett personnamn. En man vid namn Toste Kniff finns noterad i handlingar från medeltiden.

### Stationssamhället
År 1866 invigdes Norra stambanan förbi Knivsta. 1865 uppfördes Knivsta station på marker tillhöriga Särsta gård. 
Under årtiondena efter stambanans invigning kan utvecklingen kring Knivsta station i bästa fall beskrivas som blygsam sett ur ett samhällsperspektiv. En handelsbod grundades och en skjutsverksamhet kom till stånd för att tillgodose de resandes och kringboendes behov. Mjölkbehovet i städerna gjorde det möjligt för bönderna att grunda en mejeriförening med gemensam produktionsanläggning, men den sysselsatte endast ett fåtal. Utan någon större verksamhet på orten saknades basen för att en riktig tätort skulle växa fram. År 1899 hade företaget Knivsta Sågbolag Rosenlund & Co bildats genom ett samarbete mellan företagen Lundqvist & Huddén och Olsson & Rosenlund. Man uppförde år 1900 ett sågverk och 1906 även ett tegelbruk öster om järnvägen. Verksamheterna, belägna öster om järnvägen i dagens centrala delar, kom att utgöra basen för stationssamhällets tillväxt. Det stora materielbehovet för de snabbt växande storstadsregionerna gav bränsle till en successivt utbyggd anläggning. För att tjäna pengar samt göra arbetsplatsen mer attraktiv började sågverket stycka av och sälja tomter till sina arbetare för egnahemsbyggen. 1930 hade ett femtiotal tomter sålts av och bebyggts. Lägenheterna köptes av sågverksarbetare, hyvlare och tegelfabriksarbetare men också av andra människor, som hantverkare och byggmästare. Tomterna bebyggdes snart med bostadshus och små uthus. Tillsammans med sågverkets egna arbetarbostäder och disponentbostad bildade de en egen liten villastad inbäddad i trädgårdsgrönska.

#### Skola, sommarnöjen och institutioner
1909 skapades förutsättningarna för lägre utbildning på orten då sågverket för kraftigt rabatterat pris sålde mark till Knivsta socken för att bygga Knivstas första skolor, småskolan uppfördes 1910 och för de äldre årskurserna folkskolan 1920. Under samma period såg många andra markägare möjlighet att stycka av mark för en rad olika intressenter. Längs sjön Valloxens strand uppfördes sommarnöjen av medlemmar i Uppsalas borgerskap, söder om sågverket nära stationen började hantverkare och tjänstemän med flera att etablera sig och uppföra hus. Marken som först togs i anspråk i det växande samhället var den som var närmast de två huvudnäringarna, sågverket och stationen, och gradvis växte samhället utåt. Under 1910- och 1920-talen tillkom flera av karaktärsbyggnaderna som i dag bildar en fond i samhällets hjärta. I samhällets södra utkant kom först den ideella föreningen Margarethahemmet 1916 och därpå landstinget att etablera sig. Detta institutionella stråk skulle bilda en avgränsning mellan tätort och landsbygd i många årtionden.

### Växande industrisamhälle
I och med att Knivsta Sågbolag Rosenlund & Co ökade, växte också mängden andra industrier i rask takt. Tekniska innovationer som monteringsfärdiga hus – de så kallade Knivstahusen – metallförädling, licensmontering av T-Ford-bilar är bara några exempel. Inflyttningen ökade behovet att planera den dittills fria byggetableringen och tvingade sågverket att under 1920-talet anlägga ett arbetarområde på västra sidan av spåret. Detta följdes av beslutet att upprätta en första stadsplan för samhället. Men depressionen som utlöstes av Kreugerkraschen 1932 innebar ett stort avbräck för hela den svenska ekonomin. Efterverkningarna lokalt lät inte vänta på sig. Driftsneddragningar och uteblivna nyetableringar gjorde att stadsplanearbetet lades i malpåse i nästan ett årtionde fram till 1940-talet.

#### Ny stadsplan & bilism
Med andra världskriget kom uppsvinget i tillverknings- industrin och stadsplanearbetet för Knivsta kom upp på bordet igen. 1947 klubbades stadsplanen, den tio år långa stagnationen i samhället förlöstes av en hektisk aktivitet. Nya affärslokaler och lägenhetshus uppfördes i centrum, egnahemsområden sträckte ut sig österut, men stadsplanen dominerades nu inte längre enbart av järnvägen. 
I den nya stadsplanen planerades motorvägen att få en sträckning mellan järnvägens östra banvall och Margarethahemmet. Detta delade upp samhället i två delar. Vägen kom till slut att läggas längre österut, men spåren av det planerade vägbygget kan man än i dag se i Knivstas bebyggelse. Apoteksvägen, artären i staden som var tänkt som matarväg till motorleden, band ihop samhället. Efterkrigsåren utmärkte slutet för Knivsta som pastoral lantbruksidyll och den definitiva förvandlingen till industriort. Samhället fick också från dessa år viktiga funktioner som en centralskola, uppförd mittemot det gamla Särsta gård, och vårdlokaler i centrum. 
1952 genomfördes en riksomfattande kommunreform där Knivsta blev centralort i storkommunen Knivsta. Knivsta var då en del av Stockholms län.

### Från industri till pendlare
Slutet på 1960-talet och åren därefter innebar ännu en stor omvälvning för Knivsta, med kraftig tillväxt både geografiskt och befolkningsmässigt. Det var inte bara samhället som växte, också andelen tjänstemän ökade gradvis till att överstiga antalet arbetare, vilket satte prägel på samhället. Utvecklingen späddes på av att Knivsta storkommun 1971 uppgick i Uppsala kommun. Området överfördes samtidigt från Stockholms län till Uppsala län. Efter sammanslagningen började ett nytt ambitiöst byggnadsprogram ta vid.
Knivsta skiljer sig från flertalet svenska orters bostadsutveckling genom att det inte var under det enorma statliga utbyggnadsprojektet, det så kallade miljonprogrammet, som Knivsta fick sitt hittills mest intensiva tillväxtskede. I stället var det under de femton följande åren efter uppgåendet i Uppsala kommun. Ur stor- regionens perspektiv såg man ett enormt och ökande behov av pendlingsbara, stadsnära boenden i småhus. Knivsta, med sina goda kommunikationer i både norr- och södergående, och med flera trafikslag, sågs som den perfekta platsen.

#### Bilsamhället
Det var som en del av bilsamhället som den västra sidan av järnvägen verkligen kom att tas i anspråk för samhället, något som befästes med den stora Gredelbyleden som med sin bro sammanlänkade samhället över järnvägen. Under 1980- & 90talen avvecklades de industriella verksamheterna successivt i Knivsta. Ägarföretaget bakom sågverket, Fagerlidkoncernen, gick i konkurs. Man fick ingen köpare till verksamheten och sågverket auktionerades därför ut lades ner 1999 därmed försvann samhällets gamla hjärta och drivkraft och utgör en definitiv milstolpe i bygdens historia.  Utvecklingen av Knivsta mellan 1970-talet och millennieskiftet innebar innebar att man gick från att vara ett mindre industrisamhälle, med de flesta arbetsplatserna på orten, till ett pendlarsamhälle riktat mot tjänstesektorn. För att möta ett ökande behov av boende började planeringen för ett nytt samhälle, Alsike, beläget i socknen med samma namn. Arbetena inleddes 1989, när Alsike Fastighets AB bildades. Under 1991 antogs en fördjupad översiktsplan vilket innebar att Alsike skulle byggas ut. Knivsta samhälle växte allt snabbare. Men det fanns en stark önskan i orten att ta makten över sin egen utveckling och flytta beslutsfattandet närmare det lokala. 

### Knivsta kommun, igen
Perioden sedan Knivsta kommun uppgått i Uppsala kommun hade gett samhället dess största uppgång. Läget mellan de två storstadsregionerna och Sveriges största flygplats hade visat sig mycket gynnsamt för den stora och växande folkmängden. Samtidigt hade närheten till Uppsala lett till vad som upplevdes som en konsekvent underprioritering av offentlig service och lyhördheten för lokala behov. Detta födde en allt starkare önskan om större självbestämmande och anpassning, vilket ledde till en allt starkare rörelse för att de delar som tidigare utgjort Knivsta landskommun skulle brytas ut och återigen bilda en egen kommun. 
Efter årsskiftet 2002/2003 blev Knivsta återigen en egen kommun. En förnyelse av centrumområdet hade inletts under de sista åren före självbestämmandet, nu fick detta arbete ny kraft i alla de behov som kommunens nybildade förvaltningar behövde. Under åren 2013–2015 uppfördes ny bostads- och affärsbebyggelse på den tidigare sågverkstomten. Här lät man uppföra ett nytt kommunhus och tät bebyggelse av stenstadskaraktär på de äldre tomterna. Därmed förlade man samhällets nya hjärta på resterna av den verksamhet som en gång bildat grunden för Knivstas tillväxt som samhälle, drygt hundra år tidigare. Sedan utbrytningen har tillväxttakten bara ökat, med förmånligt läge. Det gör Knivsta kommun till en av de snabbast växande kommunerna i hela landet. Knivsta är fortfarande en utpräglad pendlarkommun där man för att få långsiktighet och skatteunderlag ser vikten av att verka för att få fler verksamheter inom kommunens gränser. 2011 uppges 75 % av de vuxna invånarna i Knivsta pendla ut från samhället varje dag.

### Befolkningsutveckling
| Befolkningsutvecklingen i Tätorten Knivsta 1960–2020 | Befolkningsutvecklingen i Tätorten Knivsta 1960–2020 | Befolkningsutvecklingen i Tätorten Knivsta 1960–2020 | Befolkningsutvecklingen i Tätorten Knivsta 1960–2020 | Befolkningsutvecklingen i Tätorten Knivsta 1960–2020 |
| ---------------------------------------------------- | ---------------------------------------------------- | ---------------------------------------------------- | ---------------------------------------------------- | ---------------------------------------------------- |
|                                                      |                                                      |                                                      |                                                      |                                                      |
| År                                                   |                                                      |                                                      | Folkmängd                                            | Areal (ha)                                           |
| 1950                                                 | 1950                                                 |                                                      | 931                                                  |                                                      |
| 1960                                                 | 1960                                                 |                                                      | 1 532                                                | 217                                                  |
| 1965                                                 | 1965                                                 |                                                      | 2 509                                                | 225                                                  |
| 1970                                                 | 1970                                                 |                                                      | 3 252                                                |                                                      |
| 1975                                                 | 1975                                                 |                                                      | 3 703                                                |                                                      |
| 1980                                                 | 1980                                                 |                                                      | 5 303                                                |                                                      |
| 1990                                                 | 1990                                                 |                                                      | 7 012                                                | 401                                                  |
| 1995                                                 | 1995                                                 |                                                      | 7 098                                                | 422                                                  |
| 2000                                                 | 2000                                                 |                                                      | 7 126                                                | 422                                                  |
| 2005                                                 | 2005                                                 |                                                      | 6 898                                                | 422                                                  |
| 2010                                                 | 2010                                                 |                                                      | 7 081                                                | 421                                                  |
| 2015                                                 | 2015                                                 |                                                      | 7 977                                                | 416                                                  |
| 2020                                                 | 2020                                                 |                                                      | 8 593                                                | 433                                                  |
|                                                      |                                                      |                                                      |                                                      |                                                      |

## Samhället
I Knivsta finns ett mindre centrum med kommunhus, bibliotek, banker, affärer, några restauranger och café samt en järnvägsstation. Under 2013-2014 byggdes delar av det gamla stationsområdet om för att skapa bättre förutsättningar för resor. En ny brandstation uppfördes 2013-2014 i anslutning till Vattenfalls kraftanläggning och återvinningscentralen längs Gredelbyvägen, Knivstas infartsväg från E4. I anslutning till Knivstas centrala delar finns också en sport- och simhall. 
Knivsta gamla kyrka, eller Sankt Stefanskyrkan, från tidigt 1300-tal ligger strax söder om samhället. Sankta Birgittakyrkan ligger centralt i Knivsta.
I Knivsta finns även en læstadiansk församling.

## Näringsliv
Majoriteten av de boende pendlar till bland annat Uppsala, Stockholm eller Arlanda, av Knivstas nattbefolkning arbetar 25 % i Uppsala och 20% i Stockholm. Den största lokala arbetsgivaren är Knivsta kommun.

## Idrott
Bland aktiva idrottsklubbar märks SK Vide, Knivsta CK, Knivsta BBK, Knivsta IK, Knivsta IS, Långhundra IF, Vassunda IF, Alsike IF, Lagga IF, Knivsta Judoklubb och Lagga Långhundra BK mfl. I december 2019 invigdes kombianläggningen Knivsta Centrum för idrott och kultur.

## Galleri

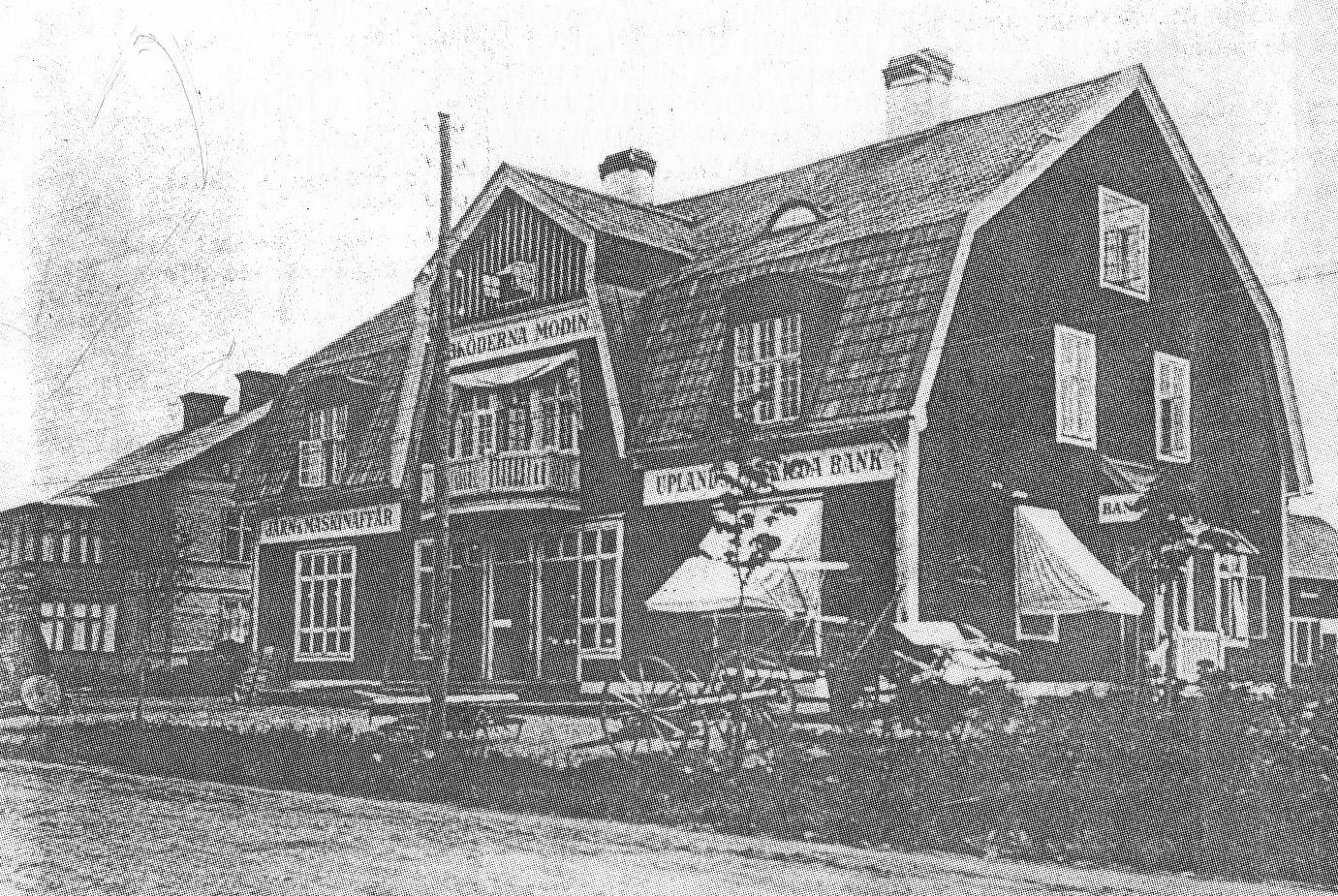
Uplands enskilda bank 1913 (Nu Swedbank)
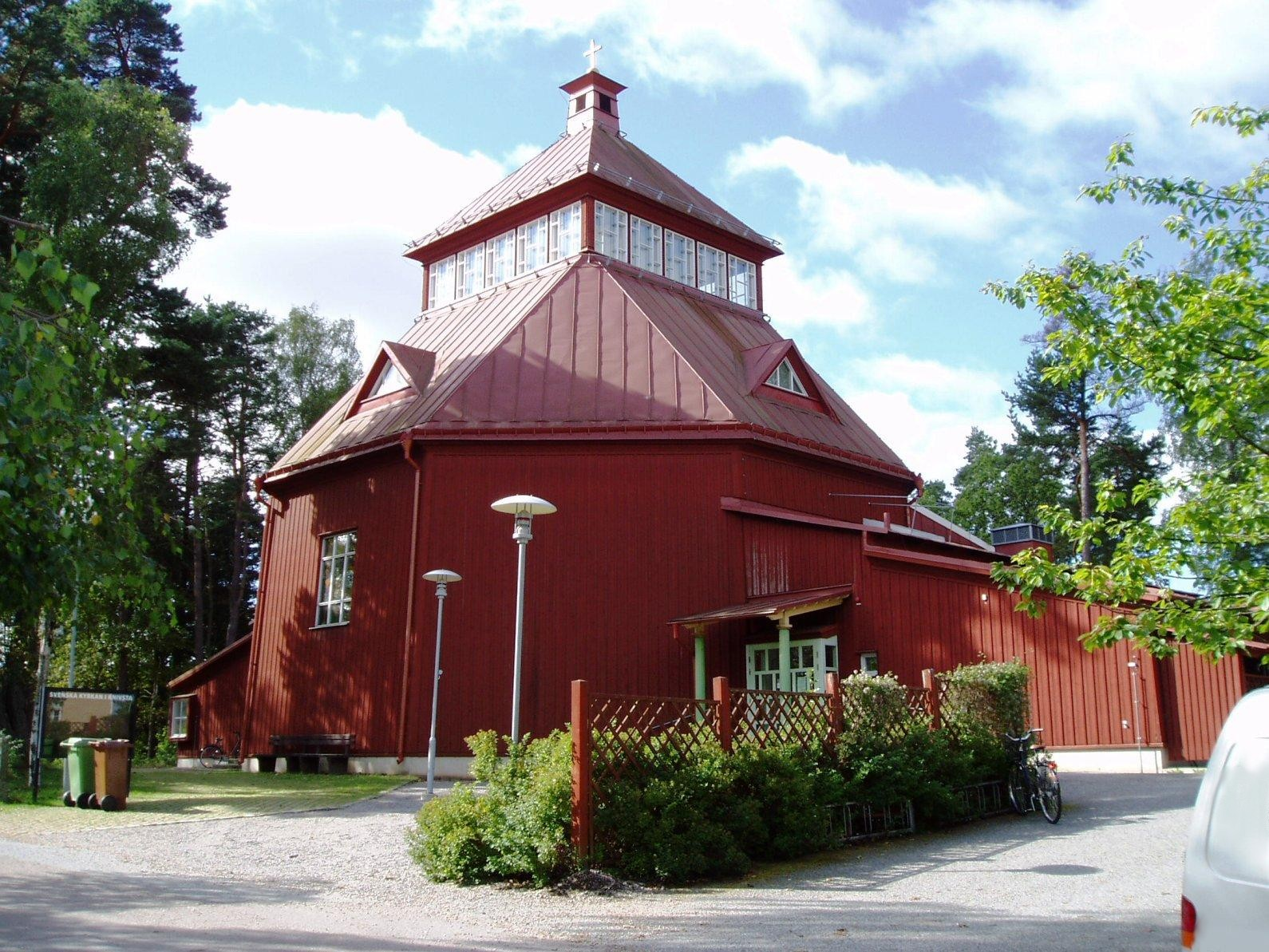
Sankta Birgitta kyrka
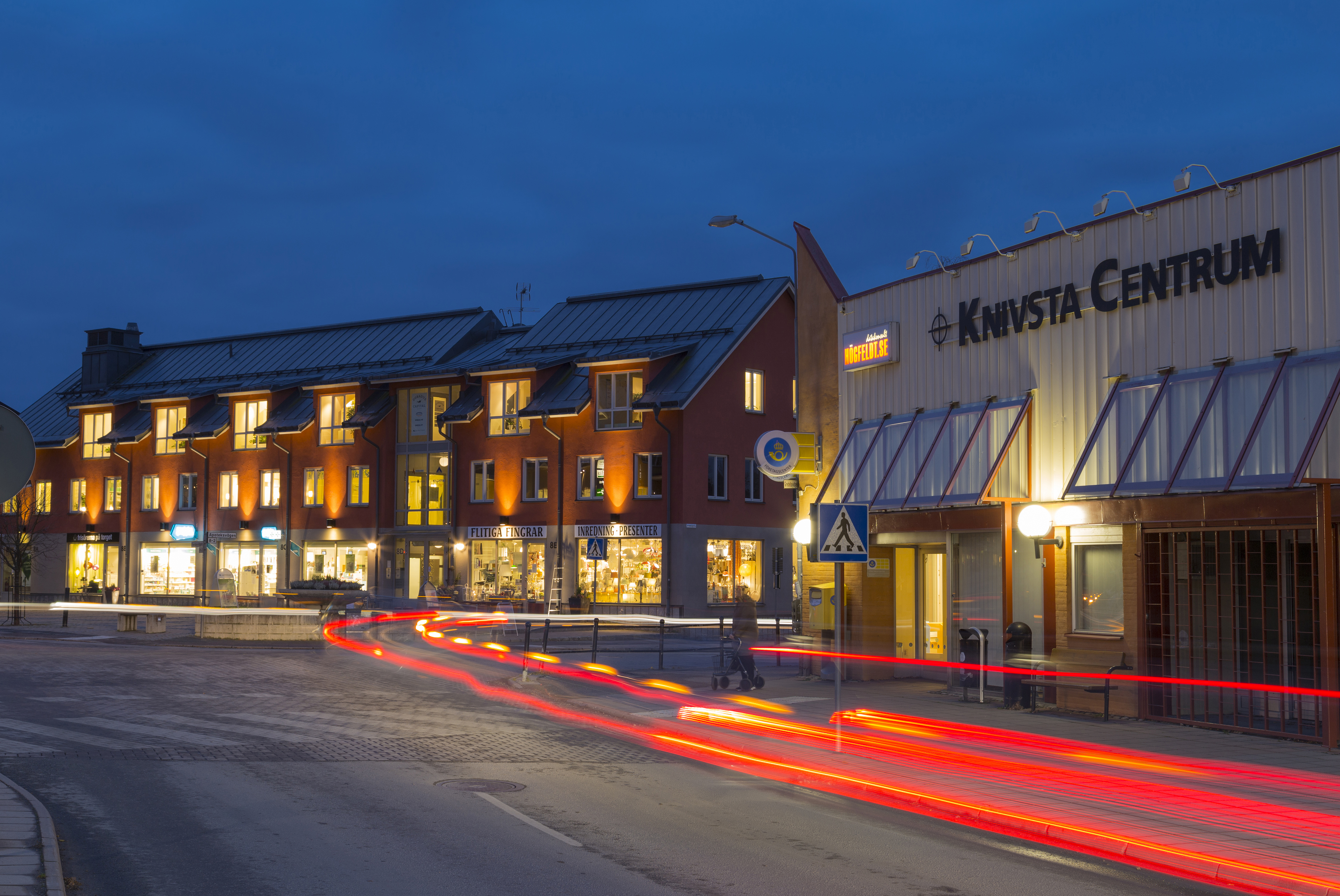
Knivsta centrum på kvällen
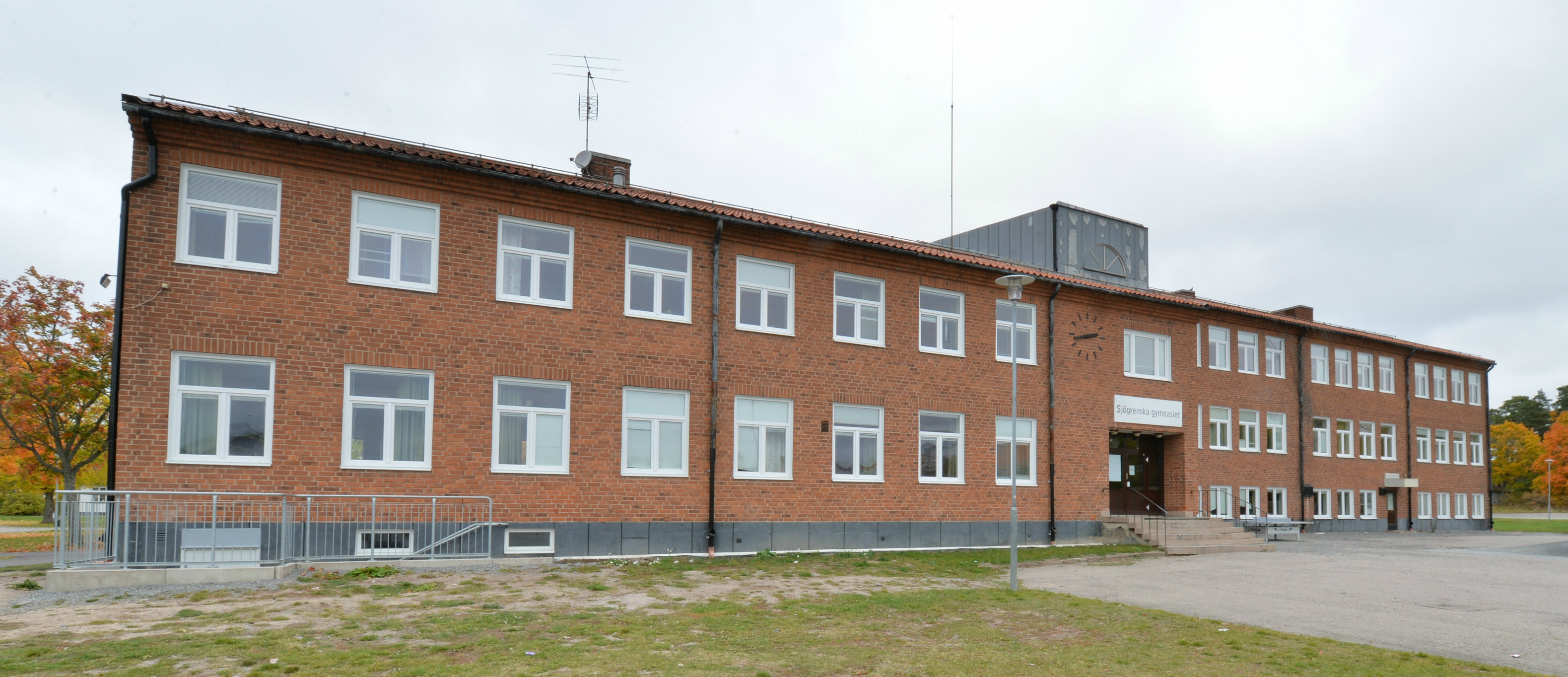
Thunmanskolan, numera Valloxskolan. Oktober 2016